# Pambak (Fluss)
Der Pambak (armenisch Փամբակ) ist der rechte Quellfluss des Debed in der armenischen Provinz Lori.
Der Pambak entspringt im Pambak-Gebirge auf einer Höhe von ca. 2200 m. Er fließt anfangs in östlicher Richtung nach Wanadsor. Das Bazum-Gebirge verläuft nördlich. Anschließend wendet sich der Fluss nach Norden, durchbricht das Gebirge, und trifft auf den von Westen heranströmenden Dsoraget, mit dem er sich zum Debed vereinigt. Der Pambak hat eine Länge von 86 km. Er entwässert ein Areal von 1370 km². Der mittlere Abfluss beträgt 10,6 m³/s.